# テレビ演劇 サクセス荘
『テレビ演劇 サクセス荘』（テレビえんげき サクセスそう）は、テレビ東京系「木ドラ25」で2019年7月12日から9月27日の毎週金曜1時から1時30分（木曜深夜）に放送されたテレビドラマ、およびその派生作品。　2020年7月10日から9月25日にかけて『テレビ演劇 サクセス荘2』、2021年1月7日から3月25日にかけて『テレビ演劇 サクセス荘3』が制作され、2021年12月31日公開には劇場版となる『映画演劇 サクセス荘 侵略者Sと西荻窪の奇跡』が公開された。

## 概要
西荻窪にあるとされるアパート「サクセス荘」に暮らす若者たちが、芸人、弁護士、アクション俳優、料理人などそれぞれの持つ夢を叶えるために奮闘する姿と、日々巻き起こる騒動を描く日常コメディ。
すべてのエピソードが舞台を模したセット上での「本番一発勝負」という形式で行われており、
- 撮影が始まったらエピソードの最後までカットがかからない
- 練習はリハーサル１回だけ
- 本番は一発撮りで、撮り直しなし

という異例の撮影方法を採用している。ワンカット撮影だが、いわゆる長回しではなく複数台のカメラでの撮影。セリフの読み間違いをはじめとする一発撮りならではのさまざまなトラブルがすべて撮影、放送され、本編放送後にはそれらをキャスト全員で反省する「サクセス荘反省会」がストリーミング配信サービス等で配信されるのがお決まりになっている。
2.5次元ミュージカル等で活躍している若手舞台俳優らを多数起用しており、それぞれのキャラクターは俳優本人のプロフィールや特技などを参考にした当て書きで作成されている。

## 登場人物（劇中部屋番号順）

### サクセス荘の住人たち
ゴーちゃん（102号室）
演 - 和田雅成
イメージカラーは赤。夢はお笑い芸人。コントオブドリームで優勝することが当面の目標で、現在はお笑い事務所の養成所に通っている。元々は漫才をしていたが相方に逃げられた。ポジティブで明るい、いかにもお笑い芸人然とした関西人の青年だが、本当はさびしがり屋で涙もろい一面もある。サクセス荘のまとめ役でありツッコミ役。ボケたがりのサーとは名物コンビのような間柄。
ミスター（203号室）
演 - 高橋健介
イメージカラーは青。夢は弁護士。私学の法学部に通う学生。論理的な思考の頭脳派を自称しているが、知識を鼻にかけたような喋り方でほかの住人から煙たがられることもあり「悪意なき上から目線」と評されている。アンテナとよく衝突しているほか、ケニーに離れて暮らす妹を重ね見て少々異常な方法でかわいがっている。
ノブ（204号室）
演 - 高野洸
イメージカラーは水色。夢はアクション俳優。高校時代に時代劇で織田信長を演じたことをきっかけに俳優を目指す。努力家で礼儀正しい好青年で、周りから天然扱いされることがあるが本人は至って真面目。好物はキノコ。『2』ではサクセス荘を卒業し、ハリウッドの大人気映画・スパイスマンシリーズの主演を努めるなどして海外セレブの仲間入りを果たしたが、サクセス荘のことはずっと大切に思っている。
ユッキー（205号室）
演 - 髙木俊
イメージカラーはピンク。夢は南極料理人。映画「南極物語」に憧れて南極料理人を目指した。サクセス荘では古参の住人で、新入りが来る度に先輩風を吹かすのだが一瞬で舐められる。いい加減な性格で、サクセス荘のトラブルメーカー。大事な話の最中でもすぐに居眠りをしてしまうほか、大家さんのペットのインコを逃してしまったときには他人に罪をなすりつけようとするなど姑息な言動も目立つ。本名は「ユキオ」。
ケント（206号室）
演 - 黒羽麻璃央
イメージカラーは緑。夢は漫画家。少年が主人公の冒険活劇マンガを描いており、自身の漫画の続きやアイデアなどを他の住人に提案してもらったり、演じてもらって再現してもらっていたりする。機嫌が良いときにはオタクらしい早口で喋るが、締切に追われるとイライラしがち。『2』では商業誌デビューを果たし、以降は作品を連載したりドキュメンタリー番組・情熱アイランドで密着取材されるなど、人気漫画家として着実に成長している。
虎次郎（207号室）
演 - spi
『2』から登場する新住人。イメージカラーは金。夢は演歌歌手。硬派で真面目な性格なのだが時間にだけはルーズで、サクセス荘にはなぜか二か月遅れで入居。初めの挨拶でリビングの壁を突き破って現れたため、住人全員を驚愕させた。物を乱暴に扱うことが多く、本人いわく体が最初に動いてしまうタイプ。演歌の師匠に師事しており、物を紛失するなどしては怒られることを恐れている。子守唄を歌うだけで巨大ワニを眠らせてしまうほどの歌唱力を持つ。
マカロン（208号室）
演 - 立石俊樹
イメージカラーはボルドー。夢はビューティーアドバイザー。メイクだけではなく、美に関することであれば総合的にアドバイスできると語るが、センスが非常に独特で妙なものを「美しい」と形容することがある。おっとりとした物腰の柔らかい美青年なのだが、美容を追求するあまり悪意なくほかの住人と衝突してしまうこともしばしば。『映画演劇』では虎次郎とケニーと共に「チーム演歌」を結成する。特殊メイクの類も得意。本名は「マカベ」。
アンテナ（209号室）
演 - 有澤樟太郎
イメージカラーは白。夢は人気YouTuber。常に自撮り棒をつけたスマホを持ち歩き、｢アンテナくん｣の名で人気YouTuberを目指して日々動画を作り続けている。「ビンビン！」が合言葉。HIKAKINや米津玄師に憧れていて、その影響で眼鏡をかけるようになった。何でも面白がる好奇心の強い性格。自身のチャンネルであるアンテナTVはチャンネル登録者数3万人だが、まれに話題になり再生数が爆発的に跳ね上がることもある。
サー（302号室）
演 - 荒牧慶彦
イメージカラーは茶。夢は英国貴族。本気で英国貴族を目指している変人で、「エリザベス」という名前の白馬を飼っている。浮世離れした性格で世間の常識があまり通用せず、本人いわく「杉並区から外に出たことがない」とのこと。『3』ではドーバー海峡を泳いで渡り、見聞を広めてサクセス荘に帰ってきた。ゴーちゃんとは漫才コンビのような間柄だが、まれにバイオレンスな喧嘩をすることもあり、『映画演劇』では互いの信念を賭けて剣戟で死闘を繰り広げもした。
チャップ（303号室）
演 - 定本楓馬
イメージカラーはオレンジ。夢は映画監督。自主制作映画が海外の小さな映画賞などで評価を受けており、ノブがハリウッドデビューするきっかけとなった。かわいらしい見た目に反して気性が荒く、キレるととても凶暴。特にユッキーと喧嘩になるとすぐ手や足や歯が出てしまう。また現代っ子らしいドライな性格でもあり、他人への共感性などにやや乏しいところもある。
ムーさん（304号室）
演 - 玉城裕規
イメージカラーは紫。夢は占い師。水晶などの占い道具を駆使して未来の出来事を言い当てることができる。奇妙な抑揚をつけた口調が特徴で、スリッパを履かずに裸足で縦横無尽に駆け回るなど奇行が目立つが、サクセス荘のことを誰よりも案じる優しい性格。顔が瓜二つの母親がいるが、家業である医者の道を諦めて占い師になったことをまだ認めて貰えていないなど少々確執を抱えている。本名は「向山(むこうやま)達郎」。
ヒッピ（305号室）
演 - 寺山武志
イメージカラーは黄。夢はプロボウラー。70年代ヒッピーファッションが好きでいつも「カラフルアンモナイト」と呼ばれる虹色の派手な服を着ている。調子に乗りやすい性格が災いしてか、サクセス荘で起こるさまざまなトラブルでさんざんな目に合うことが多い。オリエンタル大学文学部8年生という裏設定があり、最近また別の大学に入ろうと勉強を始めたらしい。ユッキーとは「アディオスアミーゴス」というコンビを結成している。
ケニー（306号室）
演 - 小西詠斗
『2』から登場する新住人。イメージカラーは銀。夢はマジシャン。「物体をまったく別のものに変質させる」「人間を別の場所に転送させる」「何もない場所から物体を召喚する」など科学では説明できない超能力を何度も披露するが、本人はあくまでもイリュージョン（手品）だと認識している。そそっかしい性格で、よくマジックにも失敗しているがまったくへこたれない。生き別れの父親がサクセス荘出身のマジシャンらしい。
百鬼（401号室）
演 - 唐橋充
『3』から登場する新住人。イメージカラーはライトグリーン。夢はテーマパークプロデューサー。実は以前からサクセス荘に住んでいたが、一度作業を始めると夢中になってしまう癖があり、長い間ずっと部屋にこもりきりだった。かつてはサラリーマンとして働いており、脱サラしてサクセス荘にやってきたことがうかがえる。誰に対しても丁寧な敬語で話すが、興奮すると目の前のことしか見えなくなりトラブルを招くような余計なことをしてしまう。名前の読み方は「なぎり」。

### S4
『映画演劇』にて、サクセス荘の隣にできたタワーマンション「グローリータワーレジデンス」に住むセレブな4人組。サクセス荘の住人たちに立ち退きを命じる。
シーザー
演 - 佐藤流司
S4のリーダー的存在。空手の有段者。サクセス荘の住人たちが立ち退くよう、とある策をしかける。
イチロー
演 - 北園涼
S4の武闘派と噂される大男。その威圧感はチャップを大人しくさせるほど。
ニュートン
演 - 橋本祥平
S4の脳味噌と言われる頭脳派メンバー。サクセス荘の住人たちに対し挑発的な態度をとる。
ショパン
演 - 北村諒
S4の中でも美のカリスマとされるメンバー。しかしゴーちゃんからは「マカロンとキャラが被っている」とつっこまれた。

### その他の人々
クワガタ急便・スドウ
演 - 川尻恵太
サクセス荘に荷物などを届けに来る怪しげな宅配便配達員。
ボイさん
演 - 山寺宏一
『1』および『映画演劇』に登場。映画「560匹のねこちゃん」に登場する全560匹の猫をひとりで演じ分けたという声優界のレジェンド。サクセス荘の初代卒業者で、かつてはスター俳優を夢見ていたが声優に転身した過去を持つ。サクセス荘の壁に飾られている絵はボイさんのガッツポーズをした後ろ姿。
ミコト
演 - 宮野真守
『映画演劇』に登場。元サクセス荘住人で、世界的なミュージカル俳優。ボイさんやチョッカクとは同期。
チョッカク
演 - 津田健次郎
『映画演劇』に登場。元サクセス荘住人で、「サクセス荘の魔法使い」と呼ばれていたマジシャン。ボイさんやミコトとは同期。

## テレビ演劇 サクセス荘
『テレビ演劇 サクセス荘』（テレビえんげき サクセスそう）は、テレビ東京系「木ドラ25」で2019年7月12日から9月27日の毎週金曜1時から1時30分（木曜深夜）に放送されたテレビドラマ。

### スタッフ
- ナレーション - 山寺宏一[5]
- 原案・プロデュース - 松田誠（ネルケプランニング）
- 脚本 - 徳尾浩司
- 監督 - 川尻恵太（SUGARBOY）
- 演出 - 小木曽由衣
- 主題歌 - 川尻恵太 「今日もきっとサクセス荘」
- チーフプロデューサー - 大和健太郎
- プロデューサー - （テレビ東京）和田慎之介、漆間宏一、中川亜佐子 （ジャンプコーポレーション）芦田政和、沢口恵美
- 制作 - テレビ東京、ジャンプコーポレーション
- 製作著作 - 「テレビ演劇 サクセス荘」製作委員会

### 放送日程
| 話数   | 放送日        | サブタイトル                         | 脚本     |
| ------ | ------------- | ------------------------------------ | -------- |
| 第1回  | 2019年7月12日 | サクセスの夜明け                     | 徳尾浩司 |
| 第2回  | 7月19日       | 有罪!? 無罪!? サクセス裁判           | 徳尾浩司 |
| 第3回  | 7月26日       | 真夜中のパジャマパーティー           | 徳尾浩司 |
| 第4回  | 8月02日       | 開幕! クッキングコロシアム           | 徳尾浩司 |
| 第5回  | 8月09日       | 映画でサクセス                       | 徳尾浩司 |
| 第6回  | 8月16日       | サクセス即興フェスティバル!          | 徳尾浩司 |
| 第7回  | 8月23日       | 鍋パーティでサクセス!                | 徳尾浩司 |
| 第8回  | 8月30日       | サンダー君が逃げた                   | 徳尾浩司 |
| 第9回  | 9月06日       | バズるアンテナTV                     | 徳尾浩司 |
| 第10回 | 9月13日       | 名探偵サーの未解決事件キングファイル | 徳尾浩司 |
| 第11回 | 9月20日       | タイムスリップでサクセス!            | 徳尾浩司 |
| 最終回 | 9月27日       | さよなら! サクセス荘                 | 徳尾浩司 |

### 放送局
| 放送期間                 | 放送日時                     | 放送局         | 対象地域       | 備考                     |
| ------------------------ | ---------------------------- | -------------- | -------------- | ------------------------ |
| 2019年7月12日 - 09月27日 | 木曜 1:00 - 1:30（水曜深夜） | テレビ東京     | 関東広域圏     | 製作局                   |
| 2019年7月12日 - 09月27日 | 木曜 1:00 - 1:30（水曜深夜） | テレビ愛知     | 愛知県         |                          |
| 2019年7月17日 - 10月02日 | 水曜 0:00 - 0:30（火曜深夜） | BSテレ東（2K） | 全国           |                          |
| 2019年7月17日 - 10月02日 | 水曜 0:00 - 0:30（火曜深夜） | BSテレ東4K     | 全国           | 4Kアップコンバートで放送 |
| 2019年7月17日 - 10月02日 | 水曜 2:05 - 2:35（火曜深夜） | テレビ大阪     | 大阪府         |                          |
| 2019年7月28日 - 10月18日 | 日曜 22:54 - 23:24           | びわ湖放送     | 滋賀県         | 独立局                   |
| 2019年7月29日 - 10月19日 | 月曜 0:35 - 1:05（日曜深夜） | テレビせとうち | 岡山県・香川県 |                          |
| 2019年8月03日 - 10月25日 | 土曜 1:55 - 2:25（金曜深夜） | 仙台放送       | 宮城県         | フジテレビ系             |
| 2019年8月03日 - 10月25日 | 土曜 23:30 - 24:00           | テレビ和歌山   | 和歌山県       | 独立局                   |
| 2019年8月27日 - 11月18日 | 火曜 2:05 - 2:35（月曜深夜） | 日本海テレビ   | 鳥取県・島根県 | 日本テレビ系             |

## テレビ演劇 サクセス荘2
『テレビ演劇 サクセス荘2』（テレビえんげき サクセスそうツー）は、2020年7月10日から9月25日までテレビ東京系「木ドラ25」で毎週金曜 1時 - 1時30分（木曜深夜）に放送されたテレビドラマ。
2020年1月25日に開催された第1期のイベントにて、第2期の制作が決定したことが発表され、同年6月16日、情報が解禁された。1期から1年後の設定であり、ノブが卒業し、虎次郎とケニーの2名の新住人が追加されている。

### スタッフ（サクセス荘2）
- ナレーション - 宮野真守[7]
- 原案・プロデュース - 松田誠（ネルケプランニング）
- 脚本 - 徳尾浩司、川尻恵太（SUGARBOY）、ニシオカ・ト・ニール
- 監督 - 川尻恵太
- 演出 - 小木曽由衣
- 主題歌 - 川尻恵太 「サクセス荘で待ってる」
- プロデューサー - （テレビ東京）漆間宏一、滝山直史、中川亜佐子（ジャンプコーポレーション）芦田政和、沢口恵美
- 制作 - テレビ東京、ジャンプコーポレーション
- 製作著作 - 「テレビ演劇 サクセス荘2」製作委員会

### 放送日程（サクセス荘2）
| 話数   | 放送日        | サブタイトル                          | 脚本                 |
| ------ | ------------- | ------------------------------------- | -------------------- |
| 第1回  | 2020年7月10日 | 招かれざる男とサクセス!               | 川尻恵太             |
| 第2回  | 7月17日       | 呼ばれて飛び出てサクセス!             | ニシオカ・ト・ニール |
| 第3回  | 7月24日       | モーニング・ルーティンでサクセス!     | 徳尾浩司             |
| 第4回  | 7月31日       | サクセスソングでサクセス!             | 徳尾浩司             |
| 第5回  | 8月07日       | コンビでサクセス!                     | 川尻恵太             |
| 第6回  | 8月14日       | ナイショで鶴折ってサクセス!           | ニシオカ・ト・ニール |
| 第7回  | 8月21日       | ワニでパニックでサクセス!             | 徳尾浩司             |
| 第8回  | 8月28日       | 祭りでサクセス!                       | ニシオカ・ト・ニール |
| 第9回  | 9月04日       | 名探偵サーの未解決事件キングファイル② | 徳尾浩司             |
| 第10回 | 9月11日       | 助けてサクセス!                       | ニシオカ・ト・ニール |
| 第11回 | 9月18日       | シャッフル! パニック! サクセス!       | 川尻恵太             |
| 最終回 | 9月25日       | サクセス即興フェスティバル②!          | 徳尾浩司             |

### 放送局（サクセス荘2）
| 放送期間                 | 放送日時                     | 放送局         | 対象地域   | 備考                     |
| ------------------------ | ---------------------------- | -------------- | ---------- | ------------------------ |
| 2020年7月10日 - 09月25日 | 木曜 1:00 - 1:30（水曜深夜） | テレビ東京     | 関東広域圏 | 製作局                   |
| 2020年7月10日 - 09月25日 | 木曜 1:00 - 1:30（水曜深夜） | テレビ大阪     | 大阪府     |                          |
| 2020年7月10日 - 09月25日 | 木曜 1:00 - 1:30（水曜深夜） | テレビ愛知     | 愛知県     |                          |
| 2020年7月15日 - 09月30日 | 水曜 0:00 - 0:30（火曜深夜） | BSテレ東（2K） | 全国       |                          |
| 2020年7月15日 - 09月30日 | 水曜 0:00 - 0:30（火曜深夜） | BSテレ東4K     | 全国       | 4Kアップコンバートで放送 |
| 2020年7月25日 - 10月10日 | 土曜 23:30 - 24:00           | テレビ和歌山   | 和歌山県   | 独立局                   |

### テレビ演劇 サクセス荘2 mini
2020年10月13日より12月22日まで、あにレコTV内のコーナーとして放送された。舞台はサクセス荘のキッチンとなり、サー以外の住人全員が出演した。

## テレビ演劇 サクセス荘3
『テレビ演劇 サクセス荘3』（テレビえんげき サクセスそうスリー）は、2021年1月7日から3月25日までテレビ東京系「水ドラ25」で毎週木曜 1時28分 - 1時58分（水曜深夜）に放送されたテレビドラマ。
2期から半年後の設定であり、サーが英国に渡ったため不在となったほか、マカロンと百鬼の2名の新住人が追加されている。

### スタッフ（サクセス荘3）
- ナレーション - 津田健次郎
- 原案・プロデュース - 松田誠（ネルケプランニング）
- 脚本 - 徳尾浩司、川尻恵太（SUGARBOY）、ニシオカ・ト・ニール
- 監督 - 川尻恵太
- 演出 - 小木曽由衣
- 主題歌 - 川尻恵太「夢見るSuccessful boys」
- プロデューサー - （テレビ東京）漆間宏一、滝山直史、中川亜佐子（ジャンプコーポレーション）芦田政和、沢口恵美
- 制作 - テレビ東京、ジャンプコーポレーション
- 製作著作 - 「テレビ演劇 サクセス荘3」製作委員会

### 放送日程（サクセス荘3）
| 話数   | 放送日        | サブタイトル                              | 脚本                 |
| ------ | ------------- | ----------------------------------------- | -------------------- |
| 第1回  | 2021年1月07日 | ルーブ・ゴールドバーグ・マシンでサクセス! | 徳尾浩司             |
| 第2回  | 1月14日       | ビューティフルサクセス!                   | ニシオカ・ト・ニール |
| 第3回  | 1月21日       | ラストシーンでサクセス!                   | 川尻恵太             |
| 第4回  | 1月28日       | VRゲームでサクセス!                       | 徳尾浩司             |
| 第5回  | 2月04日       | 豆まいてサクセス!                         | ニシオカ・ト・ニール |
| 第6回  | 2月11日       | バレンタインでサクセス!                   | 徳尾浩司             |
| 第7回  | 2月18日       | マントルアンダーランド最終決戦            | 川尻恵太             |
| 第8回  | 2月25日       | 大江戸でサクセス!                         | ニシオカ・ト・ニール |
| 第9回  | 3月04日       | 大イリュージョンでサクセス!               | 川尻恵太             |
| 第10回 | 3月11日       | 恐怖! 集団催眠でサクセス!                 | 徳尾浩司             |
| 第11回 | 3月18日       | 親子でサクセス!                           | ニシオカ・ト・ニール |
| 最終回 | 3月25日       | 全員集合!? でサクセス!                    | 徳尾浩司             |

### 放送局（サクセス荘3）
| 放送期間                 | 放送日時                     | 放送局         | 対象地域   | 備考                     |
| ------------------------ | ---------------------------- | -------------- | ---------- | ------------------------ |
| 2021年1月07日 - 03月25日 | 木曜 1:28 - 1:58（水曜深夜） | テレビ東京     | 関東広域圏 | 製作局                   |
| 2021年1月07日 - 03月25日 | 木曜 1:28 - 1:58（水曜深夜） | テレビ大阪     | 大阪府     |                          |
| 2021年1月07日 - 03月25日 | 木曜 1:35 - 2:05（水曜深夜） | テレビ愛知     | 愛知県     |                          |
| 2021年1月12日 - 03月30日 | 火曜 0:00 - 0:30（月曜深夜） | BSテレ東（2K） | 全国       |                          |
| 2021年1月12日 - 03月30日 | 火曜 0:00 - 0:30（月曜深夜） | BSテレ東4K     | 全国       | 4Kアップコンバートで放送 |

### マルチ演劇 サクセス荘3
2021年2月25日より、auスマートパスプレミアムにて独占配信された。
4画面のマルチアングルでストーリーが視聴でき、視聴者自身がアングルを選択することで、好きなキャストを追いかけながらドラマを楽しむことが可能。
ケント、マカロンを除いた3期の住人に加えてサーも登場する。

### テレビ演劇 サクセス荘3 mini
2021年4月5日より、あにレコTV内のコーナーとして放送。
舞台はサクセス荘の半地下にあるサクセス倉庫となり、ケント以外の3期住人全員が出演。また衣装も3期本編とは一新された。

## 映画演劇 サクセス荘　侵略者Sと西荻窪の奇跡
2021年3月24日、3期最終回放送前に映画化が告知された。2021年12月31日公開。配給はイオンエンターテイメント。1期から3期までに住人としてレギュラーで出演したキャスト、ナレーターを務めた声優全員に加え、ゲスト4名が出演した。

### あらすじ
新年早々、リビングで毎年恒例の餅つきが行われているサクセス荘。その傍らで占いをしていたムーさんは、何回やり直しても「サクセス荘に大きな亀裂が入り、隕石が落ちて、降り注ぐ雪が真っ白に染めるだろう」いう不吉な未来しか見えないと嘆く。その予言を体現するかのように、このところ住人たちのあいだでは揉め事が増え、ことあるごとにいざこざが頻発しギスギスしていた。
トラブルのきっかけは、隣にグローリータワーレジデンスという大きなマンションが建ったことによる日当たりの悪さではないかと皆で話し合っていると、乱入者が現れる。それはグローリータワーレジデンスに住む話題のセレブ集団・通称S4だった。突然乗り込んできたS4に住人たちが騒然とする中、S4はサクセス荘からの立ち退きを命じるのだった。

### スタッフ（映画演劇 サクセス荘）
- 原案・プロデュース - 松田誠（ネルケプランニング）
- 脚本 - 徳尾浩司、川尻恵太（SUGARBOY）、ニシオカ・ト・ニール
- 監督 - 川尻恵太（SUGARBOY）
- 演出 - 小木曽由衣
- 主題歌 - 川尻恵太 「サクセスの魔法」
- プロデューサー - 漆間宏一、井口晴之、中川亜佐子 （ジャンプコーポレーション）、牧田麻由子、芦田政和
- 制作 - テレビ東京、ジャンプコーポレーション
- 製作著作 - 「映画演劇 サクセス荘」製作委員会2021

## 関連商品
テレビ演劇 サクセス荘
- テレビ演劇 サクセス荘 公式ファンBOOK（2019年10月18日発売、KADOKAWA、ISBN 978-4-04-735800-3）